# Ведран Врховац
Ведран Врховац (босн. Vedran Vrhovac, нар. 20 листопада 1998, Вітез, Боснія і Герцеговина) — боснійський футболіст, півзахисник клубу «Желєзнічар». Виступав, зокрема, за клуб «Челік» (Зеніца), а також молодіжну збірну Боснії і Герцеговини.

## Клубна кар'єра
Народився 20 листопада 1998 року в місті Вітез. Вихованець футбольної школи  клубу з однойменного міста. Дорослу футбольну кар'єру розпочав 2016 року в основній команді «Вітеза», у складі якої дебютував 27 серпня 2016 року в програному (1:2) матчі Прем'єр-ліги Боснії і Герцеговини проти «Зриньські». Загалом взяв участь у 16 матчах чемпіонату. 
З 2017 по 2018 рік грав у складі хорватського клубу «Новиград» та «Вітезя».
Своєю грою за останню команду привернув увагу представників тренерського штабу клубу «Челіка» (Зеніца), до складу якого приєднався 2018 року. Відіграв за команду з Зениці наступні два сезони своєї кар'єри. Більшість часу, проведеного у складі «Челіка», був основним гравцем команди.
До складу клубу «Желєзнічар» приєднався 2020 року. Станом на 27 листопада 2021 року відіграв за команду із Сараєва 26 матчів у національному чемпіонаті.

## Виступи за збірну
2019 року залучався до складу молодіжної збірної Боснії і Герцеговини. На молодіжному рівні зіграв в одному офіційному матчі.

## Статистика виступів

### Статистика клубних виступів
| Сезон                      | Команда                    | Чемпіонат                  | Чемпіонат | Чемпіонат | Національний кубок | Національний кубок | Національний кубок | Континентальні кубки | Континентальні кубки | Континентальні кубки | Інші змагання | Інші змагання | Інші змагання | Усього | Усього |
| Сезон                      | Команда                    | Ліга                       | Ігор      | Голів     | Ліга               | Ігор               | Голів              | Ліга                 | Ігор                 | Голів                | Ліга          | Ігор          | Голів         | Ігор   | Голів  |
| -------------------------- | -------------------------- | -------------------------- | --------- | --------- | ------------------ | ------------------ | ------------------ | -------------------- | -------------------- | -------------------- | ------------- | ------------- | ------------- | ------ | ------ |
| 2016–17                    | «Вітез»                    | ПЛ                         | 16        | 0         | КБ                 | 1                  | 0                  |                      | -                    | -                    |               | -             | -             | 17     | 0      |
| 2017-лют. 2018             | «Новиград»                 | 2 ХНЛ                      | 10        | 0         | КЧ                 | 3                  | 0                  |                      | -                    | -                    |               | -             | -             | 13     | 0      |
| лют.-трав. 2018            | «Вітез»                    | ПЛ                         | 12        | 0         |                    | -                  | -                  |                      | -                    | -                    |               | -             | -             | 12     | 0      |
| 2018–19                    | «Челік» (Зеніца)           | ПЛ                         | 24        | 1         | КБ                 | 1                  | 0                  |                      | -                    | -                    |               | -             | -             | 25     | 1      |
| 2019–20                    | «Челік» (Зеніца)           | ПЛ                         | 20        | 1         | КБ                 | 0                  | 0                  |                      | -                    | -                    |               | -             | -             | 20     | 1      |
| Усього за «Челік» (Зениця) | Усього за «Челік» (Зениця) | Усього за «Челік» (Зениця) | 44        | 2         |                    | 1                  | 0                  |                      | -                    | -                    |               | -             | -             | 45     | 2      |
| 2020–21                    | «Желєзнічар»               | ПЛ                         | 9         | 0         | КБ                 | 3                  | 1                  | ЛЄ                   | 0                    | 0                    |               | -             | -             | 12     | 1      |
| 2021–22                    | «Желєзнічар»               | ПЛ                         | 17        | 2         | КБ                 | 2                  | 0                  |                      | -                    | -                    |               | -             | -             | 19     | 2      |
| Усього за «Желєзнічар»     | Усього за «Желєзнічар»     | Усього за «Желєзнічар»     | 26        | 2         |                    | 5                  | 1                  |                      | 0                    | 0                    |               | -             | -             | 31     | 3      |
| Усього за кар'єру          | Усього за кар'єру          | Усього за кар'єру          | 108       | 4         |                    | 10                 | 1                  |                      | 0                    | 0                    |               | -             | -             | 118    | 5      |